# 布拉德福德頓 (伊利諾伊州)
布拉德福德頓（英語：Bradfordton）是位於美國伊利諾伊州桑加蒙縣的一個非建制地區。該地的面積和人口皆未知。

## 地理
布拉德福德頓的座標為39°49′24″N 89°44′22″W / 39.82333°N 89.73944°W，而該地的平均海拔高度為180米（即591英尺）。